# パッチギ!
『パッチギ!』（朝: 박치기）は2004年製作、2005年1月22日公開の日本映画。2006年には韓国ソウルの明洞CQNでも公開された。監督は井筒和幸。キネマ旬報ベストテン1位、毎日映画コンクール最優秀作品賞、ブルーリボン賞作品賞を受賞した。
タイトルの「パッチギ」は朝鮮語で「突き破る、乗り越える」ならびに「頭突き」の意。
2009年12月には山本裕典主演で舞台化された。舞台演出は茅野イサム（劇団扉座）が務め、映画版の監督だった井筒和幸は総合演出を務めた。2017年には昭和芸能舎により羽原大介の作・演出で新たに舞台化された。

## あらすじ
1968年。京都にある府立東高校2年生の松山康介は、常日頃から争い事の絶えない朝鮮高校（朝高）にサッカーの練習試合を申し込むことになった。康介と友達の紀男はしぶしぶ朝高を訪れるが、そこで康介は音楽室でフルートを奏でていた少女・キョンジャに一目惚れする。しかしあろうことかキョンジャの兄アンソンは同校の番長であった。どうしてもキョンジャと仲良くなりたい康介は朝鮮語を必死で習得すると同時に楽器店でギターを購入。キョンジャが演奏していた「イムジン河」（임진강/림진강）を覚え彼女の前で演奏することを決意する。その時にキョンジャがフルートで奏でていた『イムジン河』のメロディに惹かれ、自身もギターで弾き語りの練習をするようになる。気弱な性格で喧嘩は苦手。サッカーの経験はないものの、朝鮮高校との試合に駆り出される。

## 作品解説
京都における日本人の少年と在日コリアンの少女との間に芽生える恋を中心とした青春映画。
オール京都ロケで撮影された。京都の町並みはほとんどが撮影時の風景そのままの姿であり、CGで電線やアンテナ、ビル群などを消すことはほとんどなかったという。エキストラには朝鮮総連協力の下、実際の在日朝鮮人が多数出演した。ただし、主要の演者で「韓国人」「朝鮮人」「在日」の人はほとんど起用されておらず、朝鮮語がかなり片言の日本語訛りである。そのため、単語のみで会話するシーンが多い。
本作では日本社会とは完全に同化せず、独立した共同体を築く在日韓国・朝鮮人の社会を描いている。
他方、主人公が恋をバネに朝鮮人への理解を深めるという作劇や、全編に「イムジン河」を流し、「あの素晴しい愛をもう一度」をオリジナル形で映画主題歌に提供するなど音楽監督の加藤和彦が力を入れた音楽面の充実もヒットに貢献した。

## キャスト

### 主要人物
- 松山康介 - 塩谷瞬

主人公で東高校2年生。ある日高校で担任の布川の指示でサッカーの親善試合の申し込みに朝高に行くよう言われ、そこで偶然出会ったキョンジャに一目惚れする。また、同時にキョンジャたち吹奏楽部が奏でる「イムジン河」のメロディに惹かれて自身もギターで弾き語りの練習をするようになり、このことがきっかけで在日の人たちと関わりを持ち始める。気弱な性格でケンカは苦手で、サッカーの経験はないが朝高との試合にかり出される。後日親しくなったアンソンたちから、自身の名前の朝鮮読みとされる「カンゲ」と呼ばれ始める。
- リ・アンソン（李安成、리안성） - 高岡蒼佑

準主人公で京都の朝高の番長。3年生。通称「パチキのアンソン」の通り頭突きを得意としており、ケンカに強い。日本の高校に通う男子生徒たちと挑発しあってはよくケンカになっている。日によって服装は違うが赤色が好きなようで何かしら赤色のものを身につけている。敵と見なした相手には威嚇したりケンカを吹っかける血気盛んな性格だが、家族や桃子の前では素直だったり甘えるような言動をしている。自宅でジョンという中型犬を飼っている。サッカーが得意で、後日帰還事業を利用して朝鮮半島でサッカーで生きていくことを決める。
- リ・キョンジャ（李慶子、리경자） - 沢尻エリカ

ヒロインでアンソンの妹。朝高に通い、所属する吹奏楽部ではフルートを担当。作中の朝高の生徒の中では、数少ない大人しい性格の一人。康介と出会って以降親しげに話しかけられるようになるが、異性として好意を持たれたとは思わず素っ気無い態度を取る。帰宅後は自営業をする実家の看板娘として仕事を手伝っている。朝鮮半島に帰るかどうかはオモニ次第と考えている。

### アンソンと特に親しい人たち
- モトキ・バンホー - 波岡一喜

アンソンの親友。朝高の副番長らしき存在。アンソンと同じくケンカに強い。当初日本人である康介を挑発するが、後日親しくなった彼をからかって変な朝鮮語を教える。包茎であることにコンプレックスを持っており、後日手術を受ける。将来は、フランスかどこかに留学して外交官になることを考えている。好きな食べ物はイチゴ。
- チェドキ （재덕이 、박재덕） - 尾上寛之

アンソンの弟分で後輩生徒。アンソンとモトキを非常に慕っておりいつも行動を共にしている。アンソンたちに付き合って日常的に他校の男子生徒などを威嚇したりケンカをしているが、実は内心恐恐ケンカをしておりこれまでに何度もケンカ相手に集団でフクロ叩きに遭う夢を見ている。将来の夢は、東映のアクションスターになること。その後金が必要になり、アンソンの学ランを売りに行く。
- 桃子 - 楊原京子

アンソンの彼女。ボウリング場で働いている。父親はおらず母子家庭らしい。最近は、アンソンに阪神パークに連れて行ってほしいと催促している。ガンジャからは陰で「あんなクルクルパーのどこがええねん」とバカにされている。アンソンとイチャイチャするなどお気楽に過ごしていたが、後日妊娠が発覚したことで彼との今後について悩み始める。

### 朝高の生徒たち
- チョン・ガンジャ（鄭康子、정강자） - 真木よう子

アンソンの同級生。アンソン、モトキ、チェドキと親しくしており放課後などに時々つるんでいる。パーマなのかは不明だが独特の髪型をしている。女子生徒の中では特に武闘派なタイプで作中では男相手にドロップキックをかましたり、アンソンにビンタすることもある。父親と5人の弟や妹たちがいる。その後アンソンたちより一足先に朝高を中退し、看護師として働き始める。
- ヘヨン - 江口のりこ

ガンジャの友達。放課後ガンジャと2人で教室にいた所、朝高に試合を申込むため職員室の場所を聞きに来た康介と紀男をからかう。
- シルサ - ちすん

キョンジャの友達。キョンジャと同じく吹奏楽部に所属し、自身はクラリネットを担当。気は強いが、キョンジャが他校の不良生徒に絡まれた時にかばうなど根は優しい性格。

### その他の在日の人たち
- アンソンとキョンジャのオモニ - キムラ緑子

自宅で飲食店を経営している。後日アンソンの送別会に参加し、息子との別れを寂しく思いながらも自身はキョンジャとまだしばらく日本で暮らすことを伝える。朗らかな性格で面倒見が良くモトキから実の母のように慕われており、またアンソンの送別会に演奏に来た康介を歓迎する。
- モトキのアボジ - 前田吟

鉄くずなどを集めてどこかに売る仕事をしている。モトキが5歳の頃から妻はいないようで、息子と2人で暮らしている様子。後日アンソンの送別会に参加し、チェドキからモトキの術後の様子を聞かれたため答える。
- チェドキの叔父 - 笹野高史

アンソンの送別会に参加する。帰還事業に関して「日本は出ていけ」、「韓国は帰らせるな」という板挟みに遭っていることに頭を悩ませる。また、心の奥には過去に経験した辛い人生を秘めている。
- ボンファさん - 木下ほうか

キョンジャのオモニの店の常連客。気さくな性格で店でキョンジャに会うと「結婚しよう」などと言っているが冗談か本気かは不明。アンソンの送別会に参加し、彼に新しいサッカーシューズをプレゼントする。
- アル中のおじさん - 長原成樹

キョンジャ家族の知人。自称「キョンジャの純潔を守る会の会長」。陽気な性格で参加したアンソンの送別会でキョンジャに色々と親しく話しかける。
- 金太郎 - 趙珉和

数日前に釜山(プサン)から来たばかりの密航者。金太郎という名前は、モトキにより命名された。モトキのアボジの仕事を手伝い始める。数日後ボンファと知り合い、彼の世話になる。後日東高空手部＆大阪ホープ会とケンカをしに行くアンソン、モトキに加勢する。

### 康介の友人と担任
- 吉田紀男 - 小出恵介

康介の同級生。康介と似たような大人しい性格で軟派男。童貞らしくとにかく女にモテることをいつも考えており、授業中にエロ本をこっそり読むなどしている。3ヶ月で辞めたが一応高校サッカー部にいたことから冒頭で布川から康介と2人で朝高にサッカーの試合を申し込みに行く。その後徐々に布川や坂崎に影響を受けてベトナム戦争や学生運動に興味を持ち始める。
- 滝本くん - 平松豊

康介の同級生。冒頭で女にモテようとする康介と紀男に付き合って自身もキノコヘアにする。どちらかというと内気な性格で揉め事は嫌い。英会話を習っている。実家は商店街で紳士服を経営しており、ある時2階からアンソンとチェドキが金を奪うため公衆電話ごと持ち去るのを目撃する。
- 布川先生 - 光石研

康介と紀男の担任。以前から東高の男性生徒たちが朝高と度々トラブルになっていることを嘆き、それを変えるためサッカーの親善試合をすることにし、たまたま週の当番だった康介に相手校に申し込みに行くよう指示する。サッカーの親善試合では審判を務める。毛主席語録(中国の毛沢東の言葉を集めた本)を愛読しており、時々生徒たちにこの言葉を引用して色々と助言する。

### 東高空手部関係者
- 大西 - ケンドーコバヤシ

東高空手部主将。アンソンたちと街で出会うたびケンカ騒ぎを起こす。脚力を鍛えるため他の部員とともにいつも鉄下駄を履いており、ケンカ時には鉄下駄で蹴ったり手で持って殴るなどしている。
- 近藤 - 桐谷健太

大西の子分で空手部の副主将的存在。大西と同じく朝高の連中を目の敵にしており彼らに会うたびにケンカする。後日アンソンを倒すため、大阪ホープ会を呼んで加勢してもらう。
- 安倍 - 出口哲也

大西の子分で空手部の後輩部員。「押忍！」が口癖。大西や近藤と行動を共にし、アンソンたちとケンカの日々を送っている。東高と朝高とのサッカーの親善試合に紛れ込んで反則技で相手選手を攻撃する。
- 大阪ホープ会のリーダー - 坂口拓

東高空手部と親しい関係にある不良集団のリーダー。ある日アンソンを倒そうとする近藤に呼ばれて仲間と共に集まるが顔を見たことがなく、チェドキをアンソンと間違えて集団で暴行してしまう。

### その他康介と関わる主な人
- 坂崎 - オダギリジョー

坂崎酒店の若旦那。近所の楽器屋で出会った康介が「曲名が分からない」として口ずさんだメロディを聞いて、「ザ・フォーク・クルセダーズの曲」と伝える。その直後康介を自宅に招いて「イムジン河」のレコードを聴かせ、この曲の歌詞の内容の説明や日本と在日の関わりなどを手短に教える。同志社大学卒。康介に「イムジン河」のギターを教えた後、数日間スウェーデン旅行に行く。
- さなえ - 余貴美子

康介の母。夫は寺の住職をしており、康介には坊主になって寺を継いでもらいたいと思っている。康介にギターを教えに来た坂崎と会話する。数日後、自宅まで康介を送ってくれたキョンジャとチェドキと会話する。
- 大友 - 大友康平

ラジオ局のディレクター。ある日広場で行われたアンソンの送別会のそばを偶然通りかかる。その席で「イムジン河」をギターで弾き語りする康介の歌を気に入り、自身が手掛けるラジオ番組「勝ち抜きフォーク合戦」への出演に誘う。ラジオ局には、中途採用で入社した。普段は気のいい性格で在日の人々にも寛容的だが、時に男気を見せることもある。
- 椿 - 松澤一之

ラジオのプロデューサー。「勝ち抜きフォーク合戦」の放送当日に康介が「イムジン河」を歌うということを知って、番組を担当する大友に「この曲は日本でレコード発売も放送で曲を流すことも禁止されているのに歌わせる気か？」と詰め寄る。

### その他の人たち
- 野口ヒデト - 加瀬亮

オックスのボーカル。若い女性たちに人気で、作中で京都でライブをするが何人ものファンが興奮しすぎて失神する。
- 団子屋 - 笑福亭松之助

観光地近くの駐車場で店を営業している。お客さんが座って食べるための大事なヒノキ製の長椅子を、モトキたちが持っていこうとしたため必死に阻止しようとする。
- ボウリング場の支配人 - ぼんちおさむ

ボウリング場内でアンソンと大西たちがケンカをして他の客の迷惑になったため、ビビりながら「警察呼ぶぞ」と注意する。
- 楽器屋の店主 - 小市慢太郎

ある日ギターを買いに来店した康介に「これからはエレキよりフォークの時代」と言ってフォークギターを勧める。
- ナターシャ - ニキータ

布川の恋人。京都の街でストリッパーをしている。モスクワ出身。特技はアクロバット。元はソ連の大衆芸能団の団員だったが2年前の東京公演で宿舎を逃げ出し、その後布川と出会った。片言の日本語を話す。
- 大西の父 - 徳井優

キャバレーを経営している。開店早々店が繁盛しており、ある日店にやって来た息子に「2号店を経営するなら高校辞めて一から勉強しろ」と告げる。

## スタッフ
- 監督：井筒和幸
- 製作者：李鳳宇、川島晴男、石川富康、川崎代治、細野義朗
- エグゼクティブプロデューサー：李鳳宇（イ・ボンウ）
- プロデューサー：石原仁美
- 原案：松山猛『少年Mのイムジン河』
- 音楽：加藤和彦
- 脚本：羽原大介・井筒和幸
- 撮影：山本英夫
- 録音：白取貢
- 助監督：武正晴・佐和田恵・小林聖太郎・吉田康弘・滝本憲吾
- 脚本協力：木田紀生
- メイク協力：フォンテーヌ
- メイク：下田かおり
- 技斗：秋永政之（ワイルドスタントチーム）
- ガンエフェクト：ブロンコ
- カースタント：アクティブ21
- スタジオ：日活撮影所
- 朝高、舞台高校：比叡山高等学校
- 現像：東京現像所
- 企画・製作・配給：シネカノン

## 劇中曲
- メインテーマ「イムジン河」

作詞：朴世永、訳詞：松山猛、作曲：高宗漢／日本では1968年頃にザ・フォーク・クルセダーズが歌った歌として知られる。
作中で何人かの人によって数回演奏及び歌唱される。
- 「ダンシング・セブンティーン」

作詞：橋本淳、作曲：筒美京平／原曲は、1968年にオックスが歌唱した。
京都のライブ会場「エデン」で人気バンドのオックスが、ファンの前で歌唱する。
- 「スワンの涙」

作詞：橋本淳、作曲：筒美京平／原曲は、1968年にオックスが歌唱した。
上記の曲に続けて、オックスが歌唱する。
- 「アンコ椿は恋の花」

作詞：星野哲郎、作曲：市川昭介／原曲は、1964年に都はるみが歌唱した。
モトキのアボジがこの曲のレコードをかけながら歌う。
- 「この広い野原いっぱい」

原曲の作詞：小薗江圭子、作曲：森山良子／原曲は、1967年に森山が歌唱した。
作中の映画館で映画「女体の神秘」を見る紀男が、この歌の替え歌を小声で歌う。
- 「悲しくてやりきれない」

作詞：サトウハチロー、作曲：加藤和彦／原曲は、1968年にザ・フォーク・クルセダーズが歌唱した。
悲しみに暮れる康介が、橋を歩くシーンのBGMとして流れる。
- エンディングテーマ「あの素晴しい愛をもう一度」

作詞：北山修、作曲：加藤和彦／原曲は、1971年に北山と加藤が連名で発表した曲。
本作では、ザ・フォーク・クルセダーズ名義の演奏が使われている。

## 受賞
※特に順位を記していないものは、すべて1位
第79回キネマ旬報ベスト・テン
- 日本映画1位
- 監督賞：井筒和幸
- 新人女優賞：沢尻エリカ

第60回毎日映画コンクール
- 日本映画大賞
- 音楽賞：加藤和彦

第48回ブルーリボン賞
- 作品賞

第48回朝日ベストテン映画祭
- 日本映画1位

第30回報知映画賞
- 最優秀新人賞：沢尻エリカ

第29回日本アカデミー賞
- 優秀作品賞
- 優秀監督賞：井筒和幸
- 新人俳優賞：塩谷瞬・沢尻エリカ
- 話題賞・役者部門：沢尻エリカ

第27回ヨコハマ映画祭
- 作品賞
- 監督賞：井筒和幸
- 最優秀新人賞：塩谷瞬・沢尻エリカ

第20回高崎映画祭
- 最優秀監督賞：井筒和幸
- 最優秀新人賞：高岡蒼佑

第18回日刊スポーツ映画大賞
- 作品賞
- 新人賞：沢尻エリカ

第15回東京スポーツ映画大賞
- 新人賞：沢尻エリカ

第15回日本映画批評家大賞
- 助演男優賞 笹野高史

第1回SARVH賞新藤兼人賞2005
- 李鳳宇

## 舞台

### 2009年版
シネカノンの舞台・ミュージカル製作事業の第1弾としてフジテレビと共同で製作され、2009年12月4日から23日まで新国立劇場中劇場で上演された。映画版の監督である井筒が総合演出、映画版の脚本を担当した羽原が舞台版の脚本も担当。舞台演出は劇団扉座の茅野イサムが担当した。
映画版に続き音楽を担当するはずだった加藤和彦が公演前の2009年10月に死去したが、「帰ってきたヨッパライ」「イムジン河」「悲しくてやりきれない」「あの素晴しい愛をもう一度」など、加藤の楽曲が全編に渡って登場し、加藤の名前もそのままスタッフとしてクレジットされている。
公演はフジテレビにより収録・映像化され、CS放送のフジテレビNEXTにて2010年2月5日に放送された。

#### キャスト（舞台・2009年版）
- 松山康介 - 山本裕典
- リ・アンソン（李安成、리안성） - 石黒英雄
- リ・キョンジャ（李慶子、리경자） - 三倉佳奈
- 坂崎先生 - 小市慢太郎
- 桃子 - 浅見れいな
- チョン・ガンジャ（鄭康子、정강자） - ちすん
- チェドキ （재덕이 、박재덕） - 椎名鯛造
- モトキ・バンホー - 中村昌也
- 吉田紀男 - 山崎育三郎
- 大西 - 朝香賢徹
- 中西 - 植原卓也
- 小西 - 小野賢章
- 西川 - 載寧龍二
- 国松巡査長 - 村上幸平
- アボジ - 渡辺哲
- オモニ - 峯村リエ

#### スタッフ（舞台・2009年版）
- 総合演出：井筒和幸
- 舞台演出：茅野イサム
- 脚本：羽原大介
- 音楽：加藤和彦
- 音楽：坂部剛
- 舞台監督：津田光正
- 美術：金井勇一郎
- 照明：林順之
- 音響：青木タクヘイ
- ヘアメイク：宮内宏明
- 衣裳：金澤由貴子
- 振付：金有悦
- 殺陣：清水大輔
- 企画・製作：フジテレビジョン・シネカノン

#### 映画版との違い（舞台・2009年版）
- 康介にギターを教える坂崎は、酒屋の若旦那から康介の学校のフォークソング研究部の顧問の設定になっている[4]。
- キョンジャは吹奏楽部ではなく朝鮮舞踊部の所属となっており、康介は「イムジン河」を朝鮮舞踊部員とともに踊るキョンジャの姿を偶然目にして一目惚れする設定となっている。そのため劇中ではキョンジャを含む朝鮮舞踊部員による優雅で華やかな群舞がたびたび披露され、迫真の乱闘シーンと並んで作品のみどころとなっていた。

### 2017年版
映画「パッチギ！」の脚本を手がけた羽原大介を中心とする昭和芸能舎により、羽原の作・演出により「昭和芸能舎版 パッチギ！～東京1968～」が2017年11月21日から26日まで赤坂RED/THEATERで上演された。主演は声優・俳優として活動する小野賢章、共演には高橋駿一や、オーディションで選ばれたメンバー、劇団員が名を連ねる。

#### キャスト（舞台・2017年版）
|                                |                                    |                                          |                                      |                              |                                |                         |
| - 小野賢章 - しるさ - 高橋駿一 | - 池内理紗 - 藤田美歌子 - ちかみ麗 | - 及川いぞう - ゆかわたかし - 浦島三太朗 | - アフロ後藤 - 高橋みのる - 渡邊慶人 | - 橘享 - 成田瑛基 - 仲本ユウ | - 有川唯 - 山井香凜 - 秦ひづる | - 中川絵美 - 田久保宗稔 |

#### スタッフ（舞台・2017年版）
- 作・演出：羽原大介

#### 映画版との違い（舞台・2017年版）
- 舞台を東京荒川区に移した舞台作品として上演[5]。